# Leo Sario
Leo Reino Sario (Lieksa, 18 de maio de 1916 – Santa Mônica, Califórnia, 15 de agosto de 2009) foi um matemático finlandês.
Obteve um doutorado em 1948 na Universidade de Helsinque, orientado por Rolf Nevanlinna, com a tese Ûber Riemannsche Flächen mit hebbarem Rand. Em 1950 foi para os Estados Unidos, esteve no Instituto de Estudos Avançados de Princeton, na Universidade de Princeton e no Instituto de Tecnologia de Massachusetts. Em 1954 foi professor da Universidade da Califórnia em Los Angeles, onde aposentou-se em 1986.

## Obras
- com Lars Ahlfors: Riemann surfaces, Princeton mathematical series 26, Princeton UP 1960
- com Kiyoshi Noshiro: Value Distribution Theory, Van Nostrand 1966
- com Burton Rodin: Principal Functions, Springer 1968, Van Nostrand 1968
- com  Kōtarō Oikawa Capacity Functions, Grundlehren der mathematischen Wissenschaften 149, Springer 1969
- com Mitsuru Nakai: Classification Theory of Riemann Surfaces, Grundlehren der mathematischen Wissenschaften 164, Springer 1970
- com Mitsuru Nakai, Cecilia Wang, Lung Ock Chung: Classification Theory of Riemannian Manifolds : Harmonic, quasiharmonic and biharmonic functions, Lecture Notes in Mathematics 605, Springer 1977
- Capacity of a boundary and of a boundary element, Annals of Mathematics, Volume 59, 1954, p. 135–144